# Neptis passerculus
Neptis passerculus är en fjärilsart som beskrevs av Hans Fruhstorfer 1907. Neptis passerculus ingår i släktet Neptis och familjen praktfjärilar. Inga underarter finns listade i Catalogue of Life.